# Leucopis quinquevittata
Leucopis quinquevittata är en tvåvingeart som beskrevs av Leander Czerny 1936. Leucopis quinquevittata ingår i släktet Leucopis och familjen markflugor. Inga underarter finns listade i Catalogue of Life.